# Midnight Club II
Midnight Club II este continuarea jocului Midnight Club, publicat pentru PlayStation 2, Xbox și PC. Jucătorii pot face curse prin orașele Los Angeles, Paris și Tokyo, respectiv. În acest joc, se pot observa in orașele în care jucătorul face curse și monumente și clădiri cunoscute. de exemplu în Los Angeles se poate observa indicația Hollywood-ului, Capital Records Tower și Los Angeles River. La fel și cu orașul Paris unde putem observa un monument cunoscut al acestuia, Turnul Eiffel, Arcul de Triumf și catedrala Notre Dame. Tokyo, este un oraș cu alei înguste, și în schimb conține Sala Tokyo City, Turnul Tokyo și Templul Asakusa Kannon.
Vehiculele din acest joc, sunt asemănătoare cu cele din lumea reală, cum ar fi Jersey XS, care este asemănătoare unei
Dodge Viper, Victory, care este asemănătoare unui Aston Martin Vanquish, și Veloci, care este asemănătoare unui Saleen
S7. Actualul Saleen S7 a fost folosit in Midnight Club 3 ca o mașină existentă.

## Lista de mașini din joc și echivalentele reale
- Cocottee - Ford Cosworth RS-2000 & Mustang Foxbody
- Citi - Honda Civic Coupe (1993)
- Emu - Volkswagen Passat B5 (1998)
- Torrida - Acura Integra
- 1971 Besita - Pontiac GTO
- Interna - Honda S2000
- Cohete
- Citi Turbo - Honda Civic Coupe (1996)
- Monstruo - Mazda RX-7
- Jersey XS - Dodge Viper SRT-10
- Mașina de poliție din Los Angeles - Ford Crown Victoria
- Boost - Ford Puma (1997)
- Bryanston V
- Schneller V8 - Serile BBMV 7
- Alarde - Lotus Elise
- Fripon X - Volkswagen Golf
- Monsoni
- Stadt - Renault Clio Sport
- Victory - Aston Martin Vanquish
- Modo Prego - Porche 911 Turbo
- Mașina de poliție din Paris
- Lusso XT - Lexus GS300 / Toyota Aristo
- RSMC 15 - Nissan 350Z
- Vortex 5 - Toyota MR2
- Saikou - Toyota Supra
- Knight - Mitsubishi Lancer EVO VII
- Nousagi - Kawasaki Ninja ZX 12R
- Saikou XS - Toyota Supra
- Torque JX - Nissan Skyline R-34 GTR
- Veloci - Saleen S7
- Mașina de poliție din Tokyo - Nissan 300ZX / Nissan Fairlady Z